# José Gómez Osorio
José Ramón Gómez Osorio (Baleira, província de Lugo, 1882 - presó de Porlier, Madrid, 24 de febrer de 1940) fou un dirigent socialista gallec. Treballà com a ebenista i fou secretari del Sindicat de Ferroviaris de la UGT de Galícia. Fou elegit diputat per la província de Pontevedra pel PSOE a les eleccions generals espanyoles de 1931. Gómez Osorio pertanyia al corrent besteirista del socialisme.
Durant la guerra civil espanyola fou governador civil de Madrid des del 17 d'abril de 1938 i últim president de la Comissió Executiva Nacional del PSOE a l'interior (escollida pocs dies abans del final de la guerra, el 20 i 21 de març de 1939, amb la pretensió de convertir-se en la direcció del partit en l'exili; la subsegüent repressió franquista va acabar amb gairebé la meitat d'ella).
Durant el cop d'estat del coronel Casado va ser fet presoner per tropes del PCE a El Pardo en el seu intent d'ofegar aquest cop, i fou alliberat després de la capitulació de Negrín. En acabar la guerra va ser detingut per les tropes franquistes en el port d'Alacant, internat zl camp d'Albatera i portat posteriorment a la presó de Porlier. El 24 de febrer de 1940 va ser afusellat juntament amb Ricardo Zabalza Elorga, secretari general de la Federación Nacional de Trabajadores de la Tierra de la UGT, l'advocat i regidor de l'ajuntament de Madrid José Serrano Batanero i el tinent republicà Leandro García Martínez.
Va tenir 6 fills, Enrique, Bienvenido, Soledad, Josefa, Urbano i Sócrates. quest últim, promotor durant la Guerra de la nova federació socialista juvenil, no relacionada amb les JSU, romandria empresonat fins a 1945, en la mateixa presó que el seu pare, i posteriorment col·laboraria en la reconstrucció del PSOE en la clandestinitat.
Es troba enterrat en el cementiri de l'Almudena. A la seva tomba van ser traslladats també les restes de Cayetano Redondo Aceña, que va ser alcalde de Madrid durant la contesa.